# Pierre Amoyal
Pierre Amoyal (París, 22 de junio de 1949) es un violinista francés y es el director artístico del Conservatorio de Lausana. Amoyal posee el Stradivarius "Kochanski" de 1717, el cual robaron en 1987 pero pudo recuperar en 1991.

## Vida y carrera
Estudió en el Conservatorio de París, graduándose a los 12 años con un Primer Premio en 1961. Luego ganó el Premio Ginette Neveu en 1963 y el Premio Paganini en 1964. A los 17 años viajó a Los Ángeles para realizar cinco años de estudios con Jascha Heifetz, que culminaron con la participación en grabaciones de música de cámara con Heifetz. Durante este tiempo ganó el Premio Enescu en 1970. Ha realizado numerosas giras, realizado numerosas grabaciones y tocado con muchos directores importantes, como Sir Georg Solti, con quien hizo su debut europeo a la edad de 22 años, Pierre Boulez y Herbert von Karajan con la Filarmónica de Berlín .
Fue profesor de violín en el Conservatorio de París y luego en el Conservatorio de Lausana, hasta junio de 2014. Luego fue docente en la Universidad Mozarteum de Salzburgo y en Japón.
Es el director artístico del Conservatorio de Lausana . En 2002, fundó la Camerata de Lausanne, una orquesta de cuerdas. También creó y organizó las "clases magistrales de violín y piano" de la Academia de Música de Lausana desde 1991.
Fue nombrado Caballero de las Artes y las Letras en 1985 y ascendido a Caballero de la Orden Nacional del Mérito en 1995. También recibió el Prix du rayonnement de la Fondation vaudoise pour la culture en 2002 y el Prix de Lausanne en 2006.